# Odoacre
Flavio Odoacre (in latino Flavius Odovacer; in greco: Ὀδόακρος, anche Odovacer o Odovacar; Germania Transrenana, 433 – Ravenna, 15 marzo 493) è stato un generale e politico germanico, principe sciro o in alternativa unno, gotico, rugo, a capo dei turcilingi, che nel 476 divenne re degli Eruli e patrizio dei Romani (titolo conferitogli dal Senato). Fu riconosciuto poi dall'imperatore romano d'Oriente Zenone quale Patrizio d'Occidente, spesso chiamato Re d'Italia; infine si autoproclamò augusto (Procopio di Cesarea lo definisce autokrator, titolo che spettava al basileus, e tyrannos cioè "usurpatore"), cosa che gli costò il regno e la vita.
Il suo regno viene solitamente usato dagli storici come termine per la caduta dell'Impero romano d'Occidente. Nonostante egli esercitasse de facto il suo potere sulla diocesi d'Italia, Odoacre si presentò prima come cliente del legittimo imperatore d'Occidente Giulio Nepote e poi, dopo la morte di questi nel 480, come rappresentante dell'Impero romano d'Oriente. Odoacre viene indicato come re (latino rex) in numerosi documenti ed egli stesso utilizzò questo titolo almeno una volta, mentre in un'altra occasione venne così indicato dal console Basilio.
Odoacre introdusse alcuni importanti cambiamenti nel sistema amministrativo dell'Italia; ebbe il supporto del Senato romano e fu in grado di distribuire terre fra i suoi seguaci senza incontrare molta opposizione. Eccezione fatta per isolati atti di violenza nel 477-478 da parte di alcuni suoi soldati insoddisfatti, il regno di Odoacre fu relativamente tranquillo e pacifico sul fronte interno. Pur professando fede ariana, egli non interferì quasi mai negli affari della Chiesa cattolica di Roma.
Comandante militare stanziato in Italia, Odoacre guidò la rivolta di Eruli, Rugi e Sciri che il 4 settembre 476 portò alla deposizione dell'imperatore Romolo Augusto. Nel 480 Odoacre invase la Dalmazia e nel giro di due anni conquistò l'intera regione. Quando Illo, generale ribelle dell'Impero d'Oriente, chiese l'aiuto di Odoacre nella sua lotta per deporre Zenone, Odoacre invase la porzione occidentale dell'Impero d'Oriente. L'imperatore d'Oriente rispose incitando i Rugi, stanziati in un'area corrispondente alla moderna Austria, a invadere la penisola italiana. Nell'inverno 487-488 Odoacre attraversò il Danubio e sconfisse i Rugi nel loro stesso territorio.
Nel 488 il re ostrogoto Teodorico fu incaricato da Zenone di invadere l'Italia e deporre Odoacre. Gli Ostrogoti invasero la penisola nel 489 ed entro un anno posero sotto il loro controllo gran parte dell'Italia, costringendo Odoacre ad asserragliarsi nella capitale Ravenna. La città, dopo un lungo assedio, si arrese il 5 marzo 493; Teodorico invitò Odoacre a un banchetto per sancire la pace fra i due sovrani, ma lo uccise personalmente nel corso dello stesso.
Odoacre è il primo dominatore d'Italia di cui sia sopravvissuto fino ai giorni nostri il documento autografo di un atto di governo: si tratta di un atto ufficiale col quale Odoacre concedeva al proprio comes domesticorum romano, Pierius, alcune proprietà in Sicilia e nell'isola di Meleda.

## Biografia

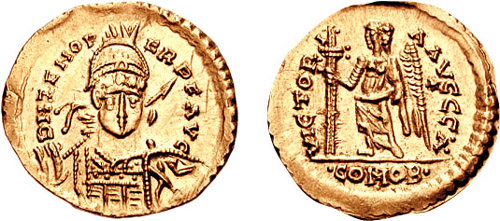
Solido coniato da Odoacre, ma recante il nome dell'imperatore Zenone, cui Odoacre era ufficialmente sottomesso

### Origini
Se si eccettua il fatto che non fosse considerato "romano", sappiamo relativamente poco sulla sua figura e sulle sue origini. Gli Annales Valesiani e Giovanni di Antiochia sostengono che il padre si chiamasse Edicone, da molti identificato con l'omonimo principe sciro annoverato da Prisco di Panion fra i generali di Attila, re degli Unni. L'ipotesi che Odoacre appartenesse a una famiglia nobile - perdipiù di rango principesco - si pone tuttavia in contrasto con la povertà materiale di Odoacre in gioventù, testimoniata da Eugippio, il biografo di San Severino contemporaneo di entrambi. Il giovane Odoacre è stato infatti descritto da Eugippio come un adolescente di alta statura che, coperto di misere pelli, si sarebbe recato dal santo eremita il quale lo avrebbe benedetto e invitato a recarsi in Italia. Lì in futuro sarebbe assurto a un potere tale da permettergli di concedere doni preziosi a molti.
Non è nota con certezza neanche la nazione di origine di questo comandante. Come s'è detto, molti storici lo ritennero sciro a causa della probabile discendenza da Edicone, ma diversi autori antichi ne indicavano però una diversa provenienza: Procopio di Cesarea e lo stesso Eugippio, ad esempio, lo dicevano «natione Rugus», benché tale popolazione proprio con Odoacre ebbe a guerreggiare alquanto furiosamente nel corso della propria storia, oppure Teofane Confessore, che lo diceva di stirpe gotica, pur senza addurvi motivazioni valide, mentre per altri ancora sarebbe stato turcilingio o anche erulo.
Tra gli storici moderni, invece, si fece strada l'idea che Odoacre non fosse d'origine germanica a partire da una tesi avallata dagli storici Robert L. Reynolds e Robert S. Lopez che, in un loro articolo pubblicato sulla rivista American Historical Review nel 1946, sostennero una sua origine unna. Attraverso alcune solide argomentazioni, i due suggerirono infatti che le sue origini fossero da ricercare altrove sulla scorta, ad esempio, dello stesso nome "Odoacre", per il quale all'epoca non era stata ancora trovata una convincente etimologia nelle lingue germaniche. I due storici suggerirono anche una possibile origine turca, ad esempio dal termine "Ot-toghar" ("nato dal fuoco" o "nato dal pascolo"), o la forma ridotta "Ot-ghar" ("pastore"). "Se Ratchis poté diventare Radagaisus, perché Ot-toghar o Ot-ghar non può essere divenuto Odoacre o Odovacer?" C'è però d'aggiungere che altri studiosi hanno comunque avanzato una ricostruzione ipotetica dell'etimologia germanica del nome, suggerendo una derivazione dal germanico "Audawakrs", ossia "guardiano del benessere" o "guardiano della ricchezza".
Sull'origine unna di Odoacre dunque s'era ormai raccolto, intorno alla seconda metà del XX secolo, il consenso d'un certo numero di autorevoli ricercatori, nonostante il ragionevole dubbio espresso da altri, secondo cui l'analisi dei nomi personali non potesse considerarsi una prova infallibile nell'indagine sull'appartenenza etnica di un personaggio storico. Successivamente, nel 1983, durante un'analisi delle fonti primarie, si evidenziarono i diversi e fastidiosi "silenzi" nelle testimonianze storiche a noi disponibili e si ritenne possibile che la madre fosse scira e il padre turingio, ma che di certo Odoacre non possa dirsi di origine unna.
Al di là di queste ipotesi, attualmente la maggior parte dei ricercatori si è grossomodo riattestata sull'origine germanica.

### L'ascesa al potere
(Consularia Italica)

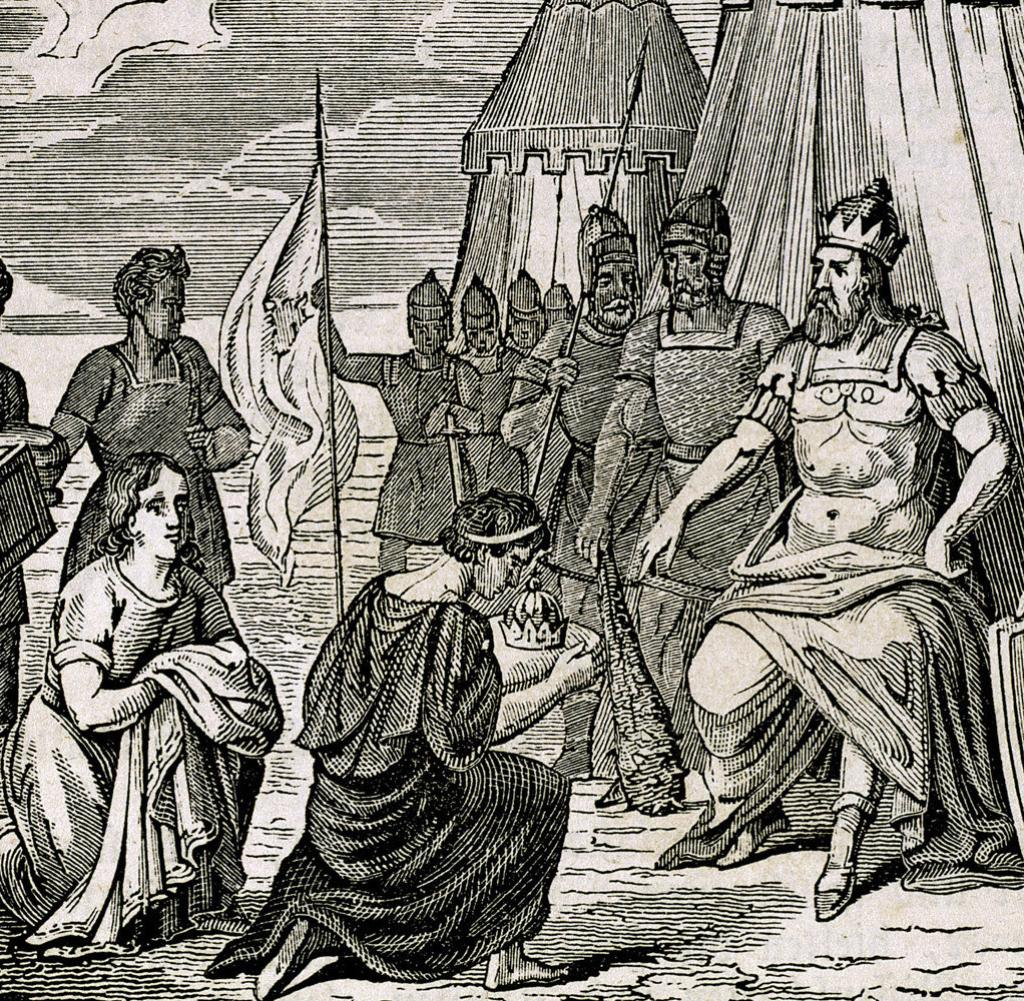
Sottomissione di Romolo Augusto a Odoacre

Non sappiamo quando Odoacre iniziò il suo servizio nell'esercito romano. Nel 472, all'epoca della lotta finale fra l'imperatore Antemio e Ricimero, era già membro della guardia imperiale (domestici); più tardi (473/474) divenne comes domesticorum di Glicerio, l'imperatore eletto dal patricius burgundo Gundobado. Nel 474 la corte dell'Impero romano d'Oriente, al cui soglio era intanto asceso Zenone, scelse come imperatore d'Occidente il magister militum della Dalmazia, Giulio Nepote. A questa nomina si ribellò il generale romano Flavio Oreste, il quale riuscì a prevalere su Giulio Nepote soprattutto grazie all'appoggio militare di Odoacre, capo di una milizia di mercenari eruli, sciri, rugi e turcilingi. Flavio Oreste non assunse tuttavia il potere imperiale, preferendo che il titolo di imperatore andasse al figlio tredicenne Romolo Augusto (ottobre 475) riservando a sé, col titolo di "patrizio", il potere effettivo.
Come capo delle tribù germaniche che costituivano le truppe imperiali, Odoacre aveva chiesto a Oreste, quale compenso del servizio, un terzo delle terre in Italia a titolo di hospitalitas. Il rifiuto di Oreste scatenò la reazione delle truppe mercenarie, che si rivolsero a Odoacre come loro guida. Oreste si rinchiuse in Pavia, confidando sulle fortificazioni della città, ma le forze di Odoacre assediarono Pavia e la conquistarono, catturando Oreste, che fu poi portato a Piacenza e ucciso, mentre Paulus, fratello di Oreste, venne ucciso fuori le mura di Ravenna. I foederati germanici acclamarono quindi Odoacre come «rex gentium» o «rex Italiae». Nel 476 Odoacre avanzò su Ravenna e prese la città, costringendo il giovane Romolo Augusto ad abdicare (4 settembre). Secondo gli Annali Valesiani Odoacre, colpito dalla bellezza e dalla giovane età del deposto imperatore, non solo gli risparmiò la vita, ma gli riconobbe anche una pensione di 6 000 solidi e lo mandò in Campania a vivere con i suoi parenti.
Invece di nominare a sua volta un imperatore fantoccio, come avevano fatto prima di lui i generali germanici Ricimero e Gundobado, Odoacre decise di inviare le insegne imperiali (cioè diadema, scettro, toga ricamata in oro, spada e paludamentum porpora) all'imperatore d'Oriente Zenone, chiedendo per sé il solo titolo di patrizio, che tuttavia Zenone non concesse mai ufficialmente in quanto riteneva che fosse di competenza del deposto Giulio Nepote. L'Impero romano d'Occidente "cadde" quindi per un colpo di Stato militare di mercenari germanici; questa caduta, che per i moderni costituisce lo spartiacque fra la storia antica e quella medievale, non sembra abbia suscitato eccessivo interesse negli storici dell'epoca, probabilmente perché, essendo ancora in vita nel 476 Giulio Nepote, ufficialmente il legittimo imperatore d'Occidente (morirà nel 480 in Dalmazia), la portata dell'evento venne sottostimata. Il vero shock per gli osservatori coevi si era verificato senza dubbio qualche decennio prima, con il sacco di Roma dei Vandali, tanto che nel 476 l'Impero romano d'Occidente sembra cadere "senza rumore", per usare una felice formula dello storico Arnaldo Momigliano.

### Il regno
La posizione istituzionale di Odoacre non era ben chiara. Il suo potere era fondato sulla forza dei soldati, il cui appoggio, secondo Procopio, era stato ottenuto con la promessa della hospitalitas negata da Flavio Oreste. Il comportamento della corte orientale nei confronti di Odoacre fu ambiguo: alla richiesta del titolo di "patrizio" fatta da Odoacre, Zenone rispose che la concessione era competenza di Giulio Nepote, ma in una lettera privata a Odoacre lo stesso Zenone gli si rivolgeva chiamandolo proprio "patrizio" perché probabilmente gli era stato concesso dal Senato romano. L'invio delle insegne imperiali a Costantinopoli era tuttavia un messaggio chiaro: l'Occidente non aveva più bisogno di un imperatore separato, poiché «un monarca era sufficiente per governare il mondo». In risposta, Zenone accettò i doni osservando che «…i Romani d'Occidente hanno ricevuto due uomini dall'Impero d'Oriente, cacciandone uno e uccidendo l'altro, Antemio». Zenone quindi riconobbe a Odoacre l'autorità legale per governare in Italia in qualità di magister militum: gli suggerì però di riaccogliere Giulio Nepote come imperatore dell'Occidente "se davvero desiderava agire secondo giustizia". Odoacre tuttavia non invitò mai Giulio Nepote a rientrare in Italia, e questi rimase in Dalmazia fino alla morte. Odoacre rispettò solamente le formalità richieste dal caso, sostenendo di agire su autorità di Giulio Nepote e coniando monete in suo nome. Dopo la morte di Nepote, Zenone assunse, a livello formale, il ruolo di unico imperatore d'Oriente e d'Occidente.
Lo status regale, l'appoggio dell'esercito, il rispetto mostrato da Odoacre per le istituzioni (l'impero di Costantinopoli, il Senato di Roma, e la Chiesa cattolica) e, di converso, l'apparente mancanza di ostilità da parte di queste istituzioni, aumentarono il prestigio di Odoacre e gli permisero la collaborazione della classe dirigente latina. Il Senato riguadagnò notevole prestigio e influenza a livello politico dopo che la creazione del Dominato aveva pressoché azzerato le sue capacità nel tardo impero. Per la prima volta dal III secolo furono emesse monete in rame con incisa nella parte posteriore la sigla SC (Senatus Consulto). Lo storico Jones rilevò che queste "belle, massicce" monete di rame avevano una qualità di gran lunga superiore al misero nummo emesso nel basso impero, tanto che ne vennero coniate di simili dai Vandali e Anastasio I le prese come modello per la riforma monetaria bizantina di fine V secolo.
I principali atti di Odoacre sono stati registrati anche nei Consularia Italica. Egli governò in maniera molto più attiva e decisa rispetto agli ultimi imperatori d'Occidente: represse ribellioni interne giustiziandone i capi, per es. Brachila nel 477 e Adarico, nell'anno successivo e ottenne importanti risultati anche in politica estera: già nel 476-477, attraverso il pagamento di un tributo, acquisì il controllo della Sicilia centro-orientale dai Vandali di Genserico (successivamente fu annessa con la forza anche la parte occidentale dell'isola); vista la palese inferiorità delle sue truppe, che secondo Paolo Diacono contavano ancora un certo numero di effettivi italici, delineò le Alpi come confine naturale rispetto al regno dei Visigoti nella Gallia meridionale; nel 481-482 occupò la Dalmazia dopo aver sconfitto e ucciso Ovida, l'assassino di Giulio Nepote; nel 487 mosse guerra contro i Rugi, catturando il loro re, Feleteo; lui e sua moglie Giso furono giustiziati poco dopo.
I danni subiti dal Norico - teatro dei combattimenti - e il concreto pericolo di incursioni dei Bavari furono tali che i superstiti latini preferirono riparare in Italia sotto la scorta di Onulfo e Pierio. I rimanenti Rugi trovarono invece rifugio presso gli Ostrogoti. Il Norico fu quindi occupato dai Longobardi, che ne fecero la loro base di operazioni fino alla metà del VI secolo.
Pur professando fede ariana, a cui si erano convertiti i Germani della sua generazione, i rapporti di Odoacre con la Chiesa cattolica furono particolarmente buoni. Odoacre mostrò grande stima per Epifanio di Pavia: in risposta a una petizione del vescovo, il re germanico riconobbe agli abitanti della Liguria e di Pavia cinque anni di esenzione fiscale. Grazie a questi provvedimenti Pavia poté riprendersi in tempi piuttosto brevi dagli effetti della scorreria compiuta da Odoacre durante la guerra con Oreste. Sempre in risposta a un appello di Epifanio, pose fine agli abusi del prefetto pretoriano della Liguria, Pelagio. La biografia di papa Felice III contenuta nel Liber pontificalis riporta apertamente che il pontefice amministrò la Chiesa durante il regno di Odoacre e che non vi furono contrasti col re germanico. Anche i sopravvissuti pagani italici conobbero un periodo di pace sotto il suo regno.

### La caduta
Odoacre rimase al potere fino al 493. Tuttavia, già da diversi anni i successi ottenuti dal re germanico avevano iniziato a preoccupare l'imperatore Zenone, che sempre più vedeva in lui un fastidioso rivale. Secondo Giovanni di Antiochia Odoacre scambiò diversi messaggi con il generale Illo, che dal 484 era entrato in aperta rivolta contro Zenone. I rapporti del re germanico con Costantinopoli ne furono irrimediabilmente danneggiati: nel 488 Zenone offrì a Teodorico, re degli Ostrogoti, la possibilità di insediarsi in Italia se egli fosse riuscito a rimuovere Odoacre. Teodorico aveva i suoi motivi per accettare questa offerta: "Teodorico possedeva sufficiente esperienza per comprendere (o almeno sospettare) che Zenone non avrebbe mai tollerato a lungo il suo potere indipendente. Quando Teodorico si ribellò nel 485, ci viene detto che egli aveva in mente il trattamento riservato da Zenone ad Armazio. Nel 476 Armazio aveva disertato Basilisco per passare dalla parte di Zenone e fu da questi nominato magister militum praesentialis a vita. Entro un anno, Zenone lo fece assassinare. Nel 489 Teodorico guidò gli Ostrogoti in Italia attraverso le Alpi Giulie. Il 28 agosto Odoacre gli diede battaglia presso l'Isonzo, ma fu sconfitto. Si ritirò quindi a Verona, raggiunta il 27 settembre, dove innalzò immediatamente un campo fortificato. Teodorico lo inseguì, sconfiggendolo una seconda volta tre giorni dopo. Odoacre si rifugiò allora a Ravenna; ma invece di inseguirlo, Teodorico procedette verso Mediolanum, dove la maggior parte dell'esercito di Odoacre - incluso il suo generale, Tufa - gli si arrese. Teodorico non aveva motivo di dubitare la lealtà di Tufa e inviò il suo nuovo generale a Ravenna con un manipolo dei suoi soldati migliori. Herwig Wolfram osserva: "Ma Tufa cambiò sponda, il contingente gotico posto al suo comando fu distrutto e Teodorico subì la sua prima seria sconfitta sul suolo italiano". Teodorico riparò a Ticinum (Pavia): Odoacre allora emerse da Ravenna e iniziò ad assediare il suo rivale. Intanto i Burgundi approfittavano dell'occasione per saccheggiare e devastare la Liguria: molti degli abitanti furono presi come prigionieri e tali rimasero fino a quando Teodorico non li riscattò tre anni dopo.
L'estate successiva, il re visigoto Alarico II dimostrò quello che Wolfram definisce "uno dei rari esempi di solidarietà gotica" inviando aiuti militari al re ostrogoto, costringendo Odoacre ad abbandonare l'assedio. Teodorico lasciò Pavia e l'11 agosto 490 i due eserciti si scontrarono presso l'Adda: anche questa volta furono gli Ostrogoti a prevalere e Odoacre fu costretto a ritirarsi nuovamente a Ravenna. I ruoli si invertirono e ora toccò a Teodorico assediare il rivale. Ravenna si dimostrò inespugnabile, circondata com'era da paludi ed estuari ed essendo costantemente rifornita da piccole imbarcazioni provenienti dall'entroterra (come successivamente indicato da Procopio). Inoltre, Tufa rimaneva attivo nella strategica valle dell'Adige, vicino a Trento, e ricevette rinforzi inaspettati quando si verificarono alcune diserzioni tra le file di Teodorico. Quello stesso anno, i Vandali colsero anch'essi l'occasione per intervenire in Italia e invasero la Sicilia. Intanto Fredericus, re dei Rugi e alleato di Teodorico, rimasto a proteggere Pavia, iniziò a opprimerne gli abitanti. Quando Teodorico intervenne di persona nel tardo agosto del 491, i suoi atti punitivi spinsero Fredericus a passare dalla parte di Tufa. Successivamente però i due entrarono in disaccordo e si combatterono in una battaglia nella quale entrambi persero la vita.
A questo punto Odoacre aveva ormai perso ogni speranza di vittoria. Una sortita su larga scala appena fuori Ravenna, nella notte tra il 9 e il 10 luglio 491, si rivelò un completo fallimento, con la morte del suo generale Livilia assieme ai migliori soldati eruli. Nella tarda estate del 492 gli Ostrogoti ultimarono l'assemblaggio di una flotta presso Rimini con la quale iniziare un blocco marittimo di Ravenna. Nonostante questo, la guerra si protrasse fino al 25 febbraio 493 quando Giovanni, vescovo di Ravenna, riuscì a negoziare un accordo tra le due parti: Odoacre e Teodorico avrebbero regnato insieme. Così, dopo un assedio durato tre anni, il 5 marzo Teodorico fece il suo ingresso nella città. Dieci giorni dopo, venendo meno ai patti presi, Teodorico uccise Odoacre con la sua stessa spada durante un banchetto. Il re ostrogoto aveva già cospirato con alcuni suoi seguaci per uccidere Odoacre mentre i due banchettavano assieme in un palazzo chiamato Ad Laurentum; quando questa congiura fallì, Teodorico prese la sua spada e colpì Odoacre alla clavicola. Pare che, in risposta alla domanda del morente Odoacre, "Dov'è Dio?", il re ostrogoto abbia risposto: "Questo è quel che hai fatto ai miei amici". Herwig Wolfram spiega il riferimento di Teodorico ai suoi "amici" come vendetta personale per l'uccisione della coppia reale dei Rugi, configurando quindi l'assassinio di Odoacre come atto di giustizia in accordo con le tradizioni germaniche.
Secondo una fonte, "quello stesso giorno, l'intero esercito di Odoacre, ovunque si trovasse, fu ucciso per ordine di Teodorico, così come i suoi familiari. Sunigilda, moglie di Odoacre, fu pugnalata a morte; suo fratello Onoulfo venne ucciso da alcuni arcieri mentre tentava di rifugiarsi in una chiesa; Thela, figlio di Odoacre, fu esiliato in Gallia, ma quando questi tentò di rientrare in Italia, Teodorico lo fece uccidere.

## Genealogia
| Edicone |  |                           |  |       |
|         |  | Odoacre - 1 sp. Sunigilda |  |       |
|         |  |                           |  |       |
|         |  |                           |  | Thela |
|         |  |                           |  |       |
|         |  | Onoulfo                   |  |       |
|         |  |                           |  |       |

## Donazione di Odoacre
Odoacre è il primo sovrano d'Italia del quale sia sopravvissuto fino ai giorni nostri un atto ufficiale. In esso Odoacre riconosce al proprio comes domesticorum romano Pierius diverse proprietà in Sicilia, per la precisione vicino a Siracusa, e sull'isola di Meleda in Dalmazia, del valore complessivo di 690 solidi. La donazione fu fatta il 18 marzo 488 e il documento, scritto su papiro, fu preparato poco più tardi. La sezione d'apertura risulta mancante e il testo è diviso in due parti: una si trova presso la Biblioteca nazionale di Napoli, mentre l'altra è alla Biblioteca austriaca di Vienna. Sopravvive il corpo principale del documento, incluse le firme dei testimoni e degli ufficiali.

## Giudizio storico
L'amministrazione di Odoacre non fu certo quella tipica di un sovrano sovvertitore dell'ordine: cambiò solo parzialmente la posizione dei consociati, in particolare per quanto riguardava la gestione dell'esercito, composto ormai interamente da elementi germanici. Le truppe vennero mantenute tramite il pagamento di un salario su parte dell'erario, ma queste provvidero anche autonomamente e arbitrariamente alla realizzazione dei propri desideri materiali tramite la costituzione (da parte del prefetto del pretorio Pietro Marcellino Felice Liberio) di un istituto di esazione abusiva che andò molto diffondendosi in quel periodo: il salgamum, strumento tipico della mentalità germanica. Esso consisteva nella suddivisione delle villae dei ricchi latifondisti in tre parti: il proprietario aveva diritto di scelta per la parte di suo uso, i capi militari sceglievano quella che serviva per l'acquartieramento e l'ultima era destinata ai coloni che mantenevano Germani e Romani. In generale si ebbe un trasferimento e un accentramento di competenze tra i militari, lasciando ai latini la possibilità di mantenere l'esercizio delle cariche minori e la professione libera del cristianesimo.